# Massenproduktion

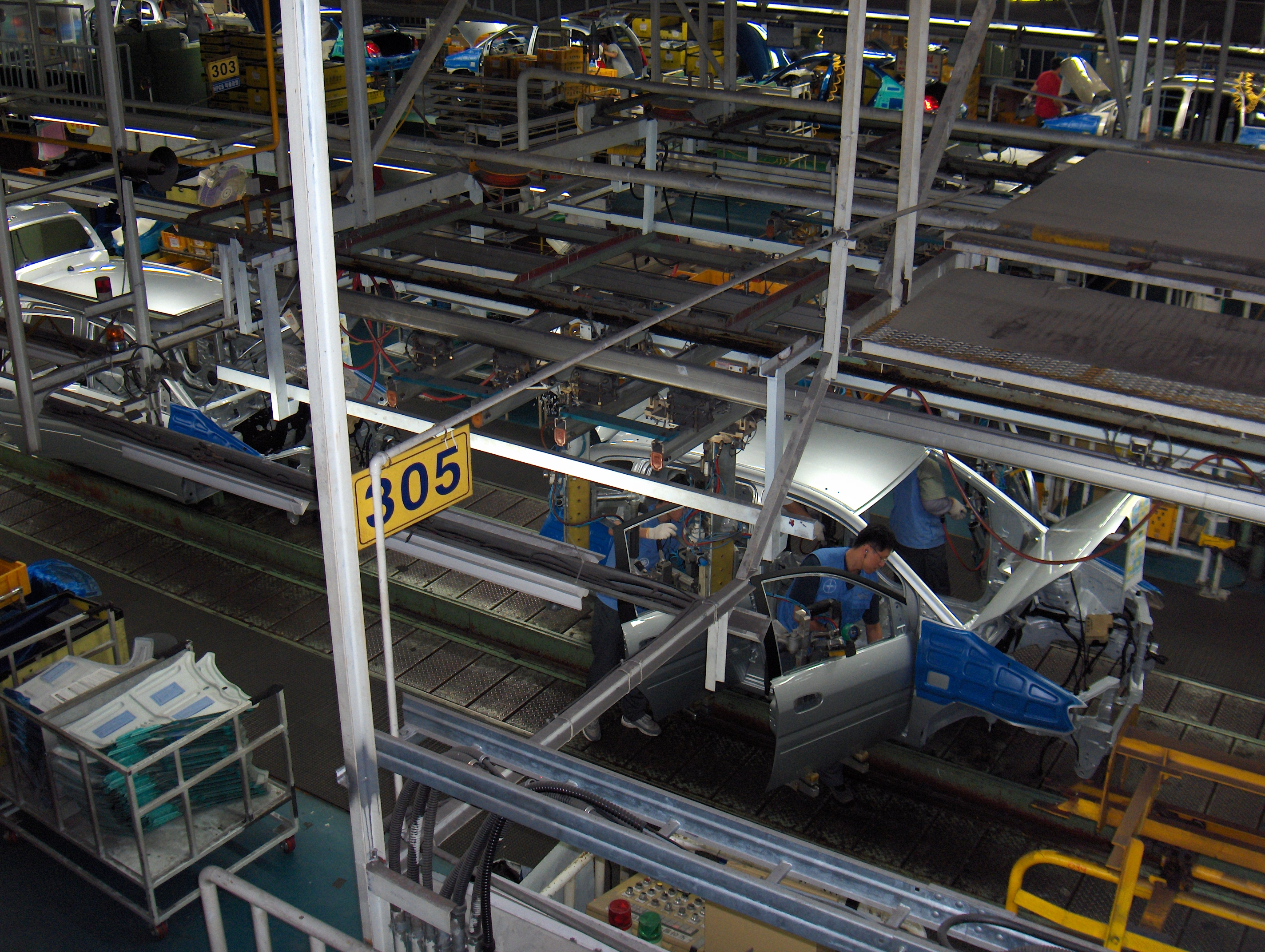
Fließband in einem Hyundai-Werk in Ulsan

Massenproduktion (oder Massenfertigung; englisch mass production) ist in der Wirtschaft ein Fertigungstyp, bei dem die Produktion und der Vertrieb von großen Mengen an Produkten oder Dienstleistungen stattfindet. Gegensatz ist die Einzelfertigung.
Ein Massengut ist hingegen ein unverpacktes Erzeugnis wie zum Beispiel ein Schüttgut.

## Allgemeines
Viele Güter und Dienstleistungen müssen zur Deckung der hohen Nachfrage in großen Mengen bereitgestellt werden, damit es nicht zu Angebotslücken oder Nachfrageüberhängen kommt, die durch Lieferengpässe und Regallücken sichtbar werden. Hierzu gehören vor allem Konsumgüter (Verbrauchsgüter wie Lebensmittel oder Getränke, Gebrauchsgüter wie Haushaltsgeräte oder Kraftfahrzeuge) und Massendienstleistungen (wie Daseinsvorsorge, Post, Schulen oder Telekommunikation). Die Massenfertigung solcher Güter und die Massendienstleistungen kennzeichnen eine Industriegesellschaft. Es handelt sich meist um Güter und Dienstleistungen, die durch ständigen Verbrauch oder intensive Nutzung vom Konsumenten stets neu beschafft werden müssen.

## Geschichte
Durch den Einsatz von Sklaven konnte die Massenproduktion bereits in der Antike im großen Stil sichergestellt werden. Dies begann systematisch im Verlauf des Zweiten Punischen Kriegs ab 218 v. Chr. mit kriegsbedingter Massenproduktion. Die gab es auch bei den Römern mit den massenweise hergestellten Terra Sigillata im 1. Jahrhundert vor Christus, die Griechen stellten zur gleichen Zeit die Mastoid massenweise her.
Das venezianische Arsenal, im Grunde die erste Fabrik überhaupt, produzierte ab 1104 nahezu täglich ein Schiff. In ihren Blütezeiten beschäftigte die Fabrik 16.000 Menschen. Die zunehmende Monetarisierung in der Wirtschaft führte im Mittelalter zur Massenproduktion von Münzen. Barbarossa ließ um 1180 in Schwäbisch Hall den Denar massenweise prägen. Etwa zur gleichen Zeit kam es zur Massenproduktion von Agrarprodukten.
Massenproduktion wird jedoch am ehesten mit der Industrialisierung assoziiert. Die erste industrielle Revolution nach 1750 ergab sich aus der Transformation einiger Agrarstaaten zu Industriestaaten. Die Industrie versteht sich seitdem als eine Form der wirtschaftlichen Tätigkeit, die durch Massenproduktion, intensiven Einsatz von Maschinen, hohe Arbeitsteilung und Beschäftigung von unqualifizierten Arbeitskräften gekennzeichnet ist. Durch die Erfindung der ersten leistungsfähigen Dampfmaschine von James Watt im Jahre 1765 beschleunigte sich der Industrialisierungsprozess. In England wurden Ziegel nach der Erfindung des Hoffmannschen Ringofens (1858) in Massenproduktion hergestellt und in alle Gebiete des Landes transportiert.
Kunststoffe eignen sich besonders für die Massenproduktion. Plastwerkstoffe entwickelten sich ab 1839 als Grundstoffe für die Massenproduktion. Das nach Leo Hendrik Baekeland benannte Bakelit erhielt 1907 ein Patent und avancierte zum ersten Massenkunststoff. Fritz Klatte ließ sich 1912 das Polyvinylchlorid (PVC) patentieren, dessen vielfältige Verwendung es zur Massenware werden ließ.
Organisatorische Innovationen wie die Arbeitsteilung im Taylorismus ab 1913 oder der nach 1914 beginnende Fordismus, der auf stark standardisierter Massenproduktion von Personenkraftwagen mit Hilfe hoch spezialisierter, monofunktionaler Maschinen und  Fließbandfertigung beruhte, unterstützten den Aufstieg der industriellen Massenproduktion. Die Zweite industrielle Revolution brachte Deutschland als Technologieführer hervor. Zu den neuen forschungs- und wissensorientierten Wirtschaftszweigen zählten hier neben der chemischen Industrie und der Elektrotechnik auch der Maschinenbau und die optische Industrie.
Die Massenproduktion beschränkte sich nicht auf marktwirtschaftlich orientierte Staaten, sondern auch sozialistische Staaten erkannten deren Vorteile. Hier bildeten die Prinzipien Arbeitsdisziplin, Richtlinien-Management, zentrale Planung und Massenproduktion die Hauptstrukturen der sozialistischen Wirtschaft. Während der Außenhandel sozialistischer Staaten bei Gütern der Massenproduktion, bei Großprojekten, Industrieanlagen und Konsumgütern in den Wirtschaftsplanungen nach Einzelpositionen planbar war, ließ sich der Warenaustausch bei Spezialgütern schwer planen. Die sozialistische Gesellschaft sei im Gegensatz zum Kapitalismus – bei dem Kooperation und Arbeitsteilung durch Profitschranken begrenzt wären – in der Lage, alle Vorzüge der Massenproduktion bewusst und planmäßig im Rahmen der gesamten Volkswirtschaft auszunutzen. Dabei übersah der Autor, dass Kooperation und Arbeitsteilung gerade im Kapitalismus der Gewinnmaximierung dienen.
Da sich die Wettbewerbsbedingungen im Laufe der Zeit änderten, erschlossen sich neue Formen der Produktion. Das Modell der flexiblen Spezialisierung geht auf die Untersuchungen von Charles F. Sabel und Michael J. Piore zurück, die 1984 die Entwicklung von Arbeits- und Produktionsformen analysierten und zu der Auffassung gelangten, dass die Grenzen der Massenproduktion erreicht seien. Die sogenannte individualisierte Massenfertigung (englisch mass customization) setzte nach 1995 ein und richtete ihren Fokus auf individuelle Kundenwünsche, Flexibilität und heterogene Märkte. Dieses noch relativ junge Produktionsprinzip ist beispielsweise in der Automobil-, Computer-, Elektrowerkzeug- und Textilindustrie beliebt. Ein Vorteil dieser Technik liegt in der Kombination von Standardisierung und Individualisierung, so dass Skaleneffekte bei gleichzeitig hoher Produktdifferenzierung realisierbar sind.

## Übersicht
Nach der Homogenität der Produkte und der Häufigkeit der Leistungswiederholung wird zwischen Einzelfertigung, Massenfertigung, Serienfertigung und Sortenfertigung unterschieden:
| Fertigungstyp   | Merkmale | Beispiele                         |
| --------------- | --- | --------------------------------- |
| Einzelfertigung | ein Produkt/eine Dienstleistung wird nur einmal hergestellt, auch wenn später gleiche oder ähnliche Produkte/Dienstleistungen hergestellt werden                     | Bauwirtschaft, Friseur            |
| Massenfertigung | große Mengen an Produkten/Dienstleistungen werden wiederholt auf derselben Produktionsanlage hergestellt                                                             | Konsumgüter, Zahlungsverkehr      |
| Serienfertigung | die gleichzeitige oder unmittelbar aufeinander folgende Produktion mehrerer gleichartiger Produkte (Serie) auf verschiedenen Produktionsanlagen                      | Automobilindustrie, Modeindustrie |
| Sortenfertigung | produktions- und absatzverwandte Produkte in verschiedenen Ausprägungen, die in größeren Stückzahlen nacheinander auf derselben Produktionsanlage hergestellt werden | Brauerei, Buchdruck               |

Es kommt insbesondere darauf an, ob eine oder mehrere Produktionsanlagen zum Einsatz kommen und inwieweit die Durchlaufzeiten synchronisiert sein müssen. 

## Merkmale der Massenproduktion
Massenproduktion findet als Großserienfertigung in Mehrproduktunternehmen, aber auch in Einproduktunternehmen statt, wobei stets eine hohe Produkthomogenität vorliegt.
Merkmale der Massenproduktion sind:
- Ständige Wiederholung gleicher Arbeitsvorgänge ermöglicht
  - den intensiven Einsatz von Arbeitsvorbereitungen,
  - die Orientierung der Betriebsmittel am Materialfluss,
  - die Ausarbeitung genauer Arbeitsanweisungen,
  - die Festlegung der Arbeitszeit für die Reihenfertigung.
- Wegen höherer Rationalisierungskosten wird der Produktionsprozess zwar unelastisch, doch wird dies durch höhere Auslastung der Kapazitäten wegen des Gesetzes der Massenproduktion durch sehr niedrige Stückkosten überkompensiert.
- Arbeitseinsatz von Arbeitern mit geringer Qualifikation.

Massenproduktion bedeutet die Herstellung standardisierter Massengüter mit spezialisierten Produktionsmitteln:
| Fertigungstyp            | Qualifikation Personal | Produkt-/Dienstleistungsqualität | Produktionsmittel             | Kosten/Marktpreise                                                |
| ------------------------ | ---------------------- | -------------------------------- | ----------------------------- | ----------------------------------------------------------------- |
| Einzelfertigung          | hoch                   | individualisiert                 | flexible Maschinen            | Durchschnittskosten konstant, keine Preissenkungspotenziale       |
| Massenproduktion         | niedrig                | standardisiert                   | spezialisierte Maschinen      | sinkende Durchschnittskosten, hohe Preissenkungspotenziale        |
| Serienfertigung          | niedrig                | standardisiert                   | spezialisierte Maschinen      | Kostenvorteile bei Kleinserien, mittlere Preissenkungspotenziale  |
| flexible Spezialisierung | hoch                   | Einzelfertigung                  | hochgradig flexible Maschinen | Kostenvorteile bei Kleinserien, geringere Preissenkungspotenziale |

Typisch für die Massenfertigung sind zudem Akkordarbeit, hoher Automatisierungsgrad und Fließfertigung.

## Wirtschaftliche Aspekte
Für die Massenproduktion ist der Arbeitsablauf mit einer die Arbeitsintensität und die Taktzeit berücksichtigenden Ablaufplanung von wesentlicher Bedeutung. Zu gewährleisten ist ein gleichmäßiger Materialfluss, der mit der Just-in-time-Produktion zu harmonisieren ist. Die Massenproduktion kann in besonderem Maße das Gesetz der Massenproduktion ausnutzen, das durch Fixkostendegression gekennzeichnet ist und über Skaleneffekte zu Preissenkungen führen kann. Dies ist besonders erkennbar auf Massenmärkten (wie etwa bei billigen Massengütern, Massenmedien, der Massentierhaltung oder beim Massentourismus). Mit der Massenproduktion gehen eine hohe Lagerumschlagshäufigkeit und eine hohe Reichweite einher. Über eine Steigerung der Arbeitsintensität kann die Arbeitsproduktivität verbessert werden.
Massenprodukte sind stark standardisiert und homogen, so dass Arbeitsvorbereitung und Vertrieb erheblich erleichtert werden. Dagegen wird der Produktionsprozess unflexibler und ist durch hohe Monotonie der Arbeit gekennzeichnet.
Auch der Dienstleistungssektor hat die Massenproduktion übernommen. Im Bankwesen findet er im standardisierten Privatkundengeschäft über konfektionierte Bankgeschäfte im bargeldlosen Zahlungsverkehr (Überweisung, Echtzeitüberweisung, Dauerauftrag, Lastschrift) und Finanzprodukte (Girokonto, Spareinlagen) statt. Versicherer bieten standardisierte Versicherungsarten (Krankenversicherung, Lebensversicherung) an.